# LBreakout
LBreakout  est un jeu vidéo de casse brique multi-OS, libre sous licence GPL.

## Le jeu
Le but du jeu est de casser toutes les briques du niveau. Un but simple souvent rendu difficile à cause de malus, rendus parfois plus simple grâce aux bonus, dont l'effet ne dure, pour certains, que peu de temps.
Il existe de nombreux jeux, avec des configurations de briques différentes, chacun ayant de 5 à 60 niveaux de jeux. Quand il ne reste plus que quelques briques à détruire, il est possible de passer au niveau supérieur sans avoir fini le tableau (voir l'aide pour les raccourcis clavier).
Certaines briques demandent à être frappées deux ou trois fois, certaines dans un laps de temps donné, avant d'être détruites. D'autres sont indestructibles, même par les balles traçantes.
Le joueur commence le jeu avec un nombre de "vies" déterminé par le niveau choisi (de 4 à 8 vies). Chaque fois qu'il perd la balle, il perd une vie. Quand il n'y a plus de "vies" disponibles, il peut continuer le jeu en "payant" un pourcentage de points.
En 2002, LBreakout2 a reçu la première place au concours du meilleur programmeur de jeux SDL organisé par No Starch Press (en).
En 2018, un remake "HD" est sorti, appelé LBreakoutHD, qui reprend le jeu LBreakout en version 16/9,.

## Les bonus
- Points supplémentaires
- Balle traçante (passe au travers des murs)
- Balle explosive (explose plusieurs briques à la fois)
- Filet (pour éviter la perte de la balle)
- Aimant attirant tous les bonus positifs
- Agrandissement de raquette
- Ralentisseur de balle
- Bonus donnant 1 000 points par brique atteinte
- Allongement du temps d'action des bonus
- Joker qui permet d'activer tous les bonus présents à l'écran, en désactivant les malus
- Balle collante, qui permet de viser une cible précise
- Multi balles
- "Vies" supplémentaires

## Les malus
- Accélération de la balle
- Balle inefficace (ne casse qu'une brique sur 3)
- Balle à trajectoire aléatoire
- Attracteur de malus
- Extinction de l'écran (on joue dans le noir)
- Rétrécissement de la raquette
- Arrêt immédiat de tous les bonus en cours
- Raquette figée qu'on ne peut plus déplacer

## Les systèmes compatibles
- Windows
- Mac OS
- Amiga
- UNIX
- Linux
- BeOS

## Sites
- Site Officiel LBreakoutHD (en)
- Site Officiel LBreakout2 (en)
- Site Officiel LBreakout (en)